# 南山学園資産運用損失事件
南山学園資産運用損失事件（なんざんがくえんしさんうんようそんしつじけん）は、日本の学校法人が資産運用から起こした損失事件。裁判では証券会社の説明責任が争点となる。

## 概要

### 損失の発生
学校法人南山学園は、2005年8月から2008年6月までの間に外資系4社を含む6社の証券会社と通貨スワップなどのデリバティブ契約を結ぶ。2006年1月には、学校法人南山学園には日本私立学校振興・共済事業団を通じて寄付金が寄せられていた。この寄付金を寄せていたのが直前にディリバティブ契約を交わしていた証券会社であった。
学校法人南山学園は2006年の半ばからディバティブで資産運用を開始。このディバティブ取り引きは、急激な円高が無ければ利益が生まれるという内容であり、2007年には15億円の利益を出し、2008年までは約26億円の利益を出すことができていた。
だが2008年に発生したリーマン・ショックの影響で約68億円の損失を出すこととなった。このために学校法人南山学園はリスクの高い取り引きから順次解約していった。それでも翌2009年度以降も損失が発生し続けて、それからの3年間で約92億円もの損失が発生した。2011年度末までに損失の計は約160億円となった。2013年の初頭には損失は約220億円に達する。
2013年2月25日に学校法人南山学園は、資産運用を始めた学長と財務担当理事の監督責任を問い、学長には一部給与を支給しないことと、財務担当理事には退職金の支給をしないという処分を決定した。この時点の理事長は在任期間中の理事長手当ての全額を自主返納することを申し出て、学校法人南山学園はこれを認めた。資産運用の取り引き開始の決定がされた時期の財務担当理事は南山大学大学院ビジネス研究科の教授で、学長と共に資産運用開始を決定した際には金融派生商品の危険性を認識していなかった責任があるとされた。

### 裁判
学校法人南山学園は、金融取引を行っていた証券会社をリスクが高い商品を勧めた上に、リスクに関する説明が不十分であったなどと言うことを理由に提訴することにしていた。取り引きを行っていた証券会社は7社であったのだが、この7社の全てに対して問題があったと主張して訴訟を起こす。学校法人南山学園の主張が当てはまる金融商品取引法40条では、金融機関は顧客に対しては、顧客の知識や経験や財産の状況や目的に照らして、顧客に適応しない勧誘は行ってはならないとしている。これは適応性の原則と言われていて、普通の金融機関の営業職であるならば自らリスクを取るようなことにはなりたくないために、必ず投資の勧誘を行う前に確認を行うという事柄である。
2014年10月16日には学校法人南山学園は、UBS証券と野村證券の2社を相手取り、金融派生商品取り引きで損失を受けたとして損害賠償を求める訴訟を東京地方裁判所に起こしていたということが明らかになった。学校法人側は、デリバティブ取引を行う際に、証券会社によるリスクについての説明義務違反があると主張。例えば通貨スワップを行っている場合には、円高になったらどうなるかなどの説明が行われていなかったとしている。請求額はUBS証券に対しては約67億円、野村證券に対しては約21億円。UBS証券とは2006年から2011年にかけて2件、野村證券とは2006年から2012年にかけて11件の取り引きを行っていた。
2015年2月13日には学校法人南山学園は、ドイツ銀行とドイツ証券を相手取り、金融派生商品取り引きで損失を受けたとして、約90億円の損害賠償を求める訴訟を東京地方裁判所に起こしたということを発表した。南山学園理事長が公表した資料によると、デリバティブ取引で説明義務違反などがあったということが主張されている。南山学園事務室長は、提訴をすることになった背景には、ドイツ銀行はリスクについての説明が不十分であったと主張。
この学校法人南山学園が裁判で証券会社の説明責任を追及していることに対して資産運用等のコンサルタントの梅本陽一は批判する。投資に関する知識や経験が未熟である個人投資家に対する説明責任の責任は重くなり、善意の個人投資家が不注意を起こして損失が発生したならば、その個人投資家の不注意を攻めることは難しい。だがこれは法人投資家であるならば異なってくる。特に学校法人となれば恒常的に資産運用を行っているために、機関投資家であるといっても良いほどである。金融機関に匹敵できるほどの知識と経験を持ち合わせた人材を配置したり、外部コンサルタントを雇うなど対応策はいくらでも打つことができるためである。個人投資家とは違い法人投資家ならば組織として資産運用や対応力を高めることができるために、対応策を講ずることは学校法人としての責任でもあるといえる。このため学校法人は資産運用に失敗しても、素人の投資家であったような言い訳は本来は許されないとする。
2018年4月18日に東京地方裁判所でUBS証券に損害賠償請求を求めていた裁判の判決が下される。この判決では学校法人南山学園の請求は棄却された。裁判長はUBS証券はどの程度のリスクを負う可能性があるかを説明していたと判断した。そして学校法人南山学園は他にもデリバティブ取引を行っていたために、リスクを認識する能力があったと判断した。